# 유승엽
유승엽(1987년 ~ )은 대한민국의 뮤지컬 배우이다.

## 학력
- 서대전고등학교 졸업
- 단국대학교 공연영화학부 뮤지컬전공 학사

## 경력
뮤지컬
- 2009 《마인》- PX병 역
- 2013 《하이스쿨 뮤지컬》- 라이언 에반스 역
- 2013 《완득이》- 도완득 역
- 2014 《영웅》- 독립군 역
- 2014 《프리실라》- 아담 / 펠리시아 역
- 2014-2015 《라카지》- 자코브 역
- 2015 《드림걸즈》- 씨씨 화이트 역
- 2015 《인 더 하이츠》- 피라구아 가이 역
- 2016 《맘마미아》- 페퍼 역
- 2016 《에드거 앨런 포》- 레이놀즈 역
- 2016-2017 《인 더 하이츠》- 피라구아 가이 역
- 2017 《브로드웨이 42번가》- 맥 역
- 2018 《젊음의 행진》- 청카바 역
- 2019-2020 《아이다》- 메렙 역
- 2022 《아이다》- 메렙 역
- 2022-2023 《물랑루즈》- 베이비돌 역
- 2024 《수호》- 김승주 역

방송
- 2010 EBS 《생방송 톡!톡! 보니하니》 - 꼭집사 역
- 2016 EBS 《빵빵 요리버스》 - 토미 역
- 2021 EBS 《최고의 순간》 - 아빠 역
- 2021 EBS 《올림포스의 별》 - 디오니소스 역

콘서트
- 2012 《한정림의 음악일기》
- 2014 《한정림의 음악일기》
- 2019 《눈사람 이야기》
- 2020 《지저스 크라이스트 슈퍼스타 콘서트》
- 2024 《재즈 온 새러데이》